# Savudrija
Savudrija (olaszul: Salvore) falu Horvátországban, Isztria megyében. Közigazgatásilag Umaghoz tartozik.

## Fekvése
Az Isztria északnyugati csücskében, Umagtól 6 km-re északnyugatra a Savudrija-félsziget északnyugati végén a Lako-fok közelében fekszik. Ez Horvátország legnyugatibb települése. Több szétszórt régi kis településrészből (Velika Stancija vagy Villa Cesare, Valparija, Frančeskija) és újabb üdülőfaluból (Borozija, Gamboci, Alberi) tevődik össze. Termékeny vörös színű talaja kiválóan alkalmas a mezőgazdasági művelésre, kis részben erdő borítja.

## Története
Területén már a történelem előtti időben erődített település állt. A római korban villagazdaság, víztározó és gátakkal védett kikötő volt itt a Trieszti-öböl bejáratánál. Nevét már a római Tabula Peutingeriana útvonalleírás tartalmazza "Silvo" alakban. A ravennai évkönyvekben "Silbio" néven szerepel. A 9. század elején Savudrija előtt tengeri csata zajlott Domagoj horvát fejedelem és a velencei flotta között. A század végén a neretvánok fosztották ki a települést. 1176-ban egy másik tengeri csata is zajlott itt Barbarossa Frigyes és III. Sándor pápa között, melyben a genovai-pisai flotta és a velencei flotta csapott össze. A velencei győzelem után 1177-ben a pápa a Szent János templomnak pápai búcsút hirdetett, melyet 1408-ban II. Piusz pápa is megerősített.
1269-ben Umaggal együtt a Velencei Köztársaság foglalta el és egészen 1797-ig meg is tartotta. A 16. és 17. században a Balkánról, főként Dalmáciából érkezett földműves családokkal népesítették be. 1797-ben a napóleoni háborúk következtében megszűnt a Velencei Köztársaság és az Isztriával együtt a település is Habsburg uralom alá került. 1805-ben Napóleon a francia fennhatóság alatt álló Illír provincia részévé tette. Napóleon bukása után 1813-ban az egész Isztriával együtt ismét a Habsburg birodalom részévé vált és maradt 1918-ig. 1857-ben 183, 1910-ben 280 lakosa volt.
Az első világháború után a rapallói szerződés értelmében Isztria az Olasz Királysághoz került. 1943-ban az olasz kapitulációt követően német megszállás alá került, mely 1945-ig tartott. A második világháború után a párizsi békeszerződés értelmében Jugoszlávia része lett, de 1954-ig különleges igazgatási területként átmenetileg a Trieszti B zónához tartozott és csak ezután lépett érvénybe a jugoszláv polgári közigazgatás. A település Jugoszlávia felbomlása után 1991-ben a független Horvátország része lett. 2011-ben 248 lakosa volt. Lakói főként a turizmussal és vendéglátással foglalkoznak, de sokan foglalkoznak halászattal is és a közeli umagi cementgyárban dolgoznak.

## Nevezetességei
- János evangélista tiszteletére szentelt plébániatemploma a 11. században épült román stílusban, 1826-ban és 1984-ben megújították. Homlokzatán Szent János és Szent András apostolok szobrai állnak. 20 méter magas harangtornya 1869-ben épült.
- Silbio ősi településének maradványai a Stara Savudrija-öböl mentén, a part mentén több helyen láthatók. Az ősi kikötőt két móló zárta le, és az ősi part további maradványait találták az öbölben. Az északi részt a mai tengerpart részeként fedezték fel, míg a déli rész a megmaradt ősi mólóval a tenger felszíne alatt található. Az öböl teljes aljzatán gazdag kulturális réteg található, leletekkel az ókortól a legújabb időkig.[2]
- A Ravno-öböl északi részén, a Ravna dolina település mellett római villa maradványai találhatók. Egyes részeit már korábban feltárták, amikor a padlómozaikokat és falazott sírokat találtak. A lelőhelyet a kutatás befejezése után betemették, majd ezt követően megsemmisült. A mozaik egyes részei visszafordíthatatlanul elpusztultak. A helyszínen eddig még  nem volt tervszerű ásatás.[3]
- A Savudrija közelében álló Velika stancija egy nyaraló és gazdasági rendeltetésű épület. Az U alakú épület központi, rizalittal kiemelt része a lakórész, míg a többi rész melléképületekből álló gazdasági és kereskedelmi komplexum. A központi rész teteje kilátóként használható.  Az udvar délkeleti sarkában egy medence és kerti házikó maradványai találhatók. Az épület stílusában a barokk, klasszicista és historikus elemek keverednek. A palota betonból készült tornáca az 1920-as években épült.[4]

## Lakosság
| Lakosság változása | Lakosság változása | Lakosság változása | Lakosság változása | Lakosság változása | Lakosság változása | Lakosság változása | Lakosság változása | Lakosság változása | Lakosság változása | Lakosság változása | Lakosság változása | Lakosság változása | Lakosság változása | Lakosság változása | Lakosság változása |
| ------------------ | ------------------ | ------------------ | ------------------ | ------------------ | ------------------ | ------------------ | ------------------ | ------------------ | ------------------ | ------------------ | ------------------ | ------------------ | ------------------ | ------------------ | ------------------ |
| 1857               | 1869               | 1880               | 1890               | 1900               | 1910               | 1921               | 1931               | 1948               | 1953               | 1961               | 1971               | 1981               | 1991               | 2001               | 2011               |
| 183                | 228                | 180                | 278                | 217                | 280                | 516                | 603                | 378                | 338                | 338                | 303                | 317                | 349                | 241                | 248                |